# هجران (روستا)
 هجران  به عربی ( الهجران  )، روستایی است در دهستان بنو الَمَنبة از توابع استان استان صَنعاء در کشور یمن در شبه جزیره عربستان.

## جمعیت
جمعیت آن (۸۵) نفر (۶ خانوار) می‌باشد.